# Plectritis congesta
Plectritis congesta är en kaprifolväxtart som först beskrevs av John Lindley, och fick sitt nu gällande namn av Dc. Plectritis congesta ingår i släktet Plectritis och familjen kaprifolväxter.

## Underarter
Arten delas in i följande underarter:
- P. c. brachystemon
- P. c. congesta
- P. c. nitida

## Bildgalleri

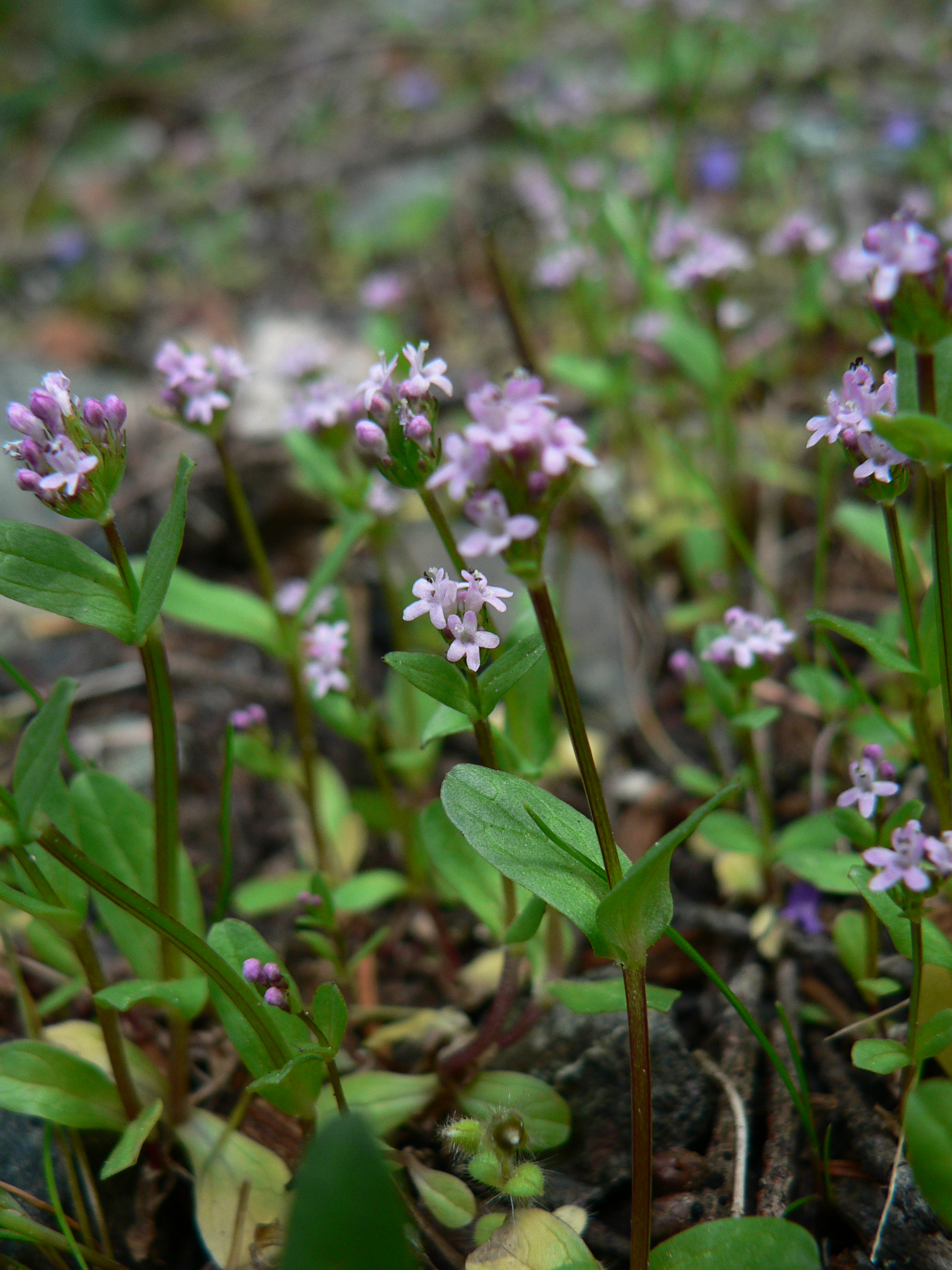
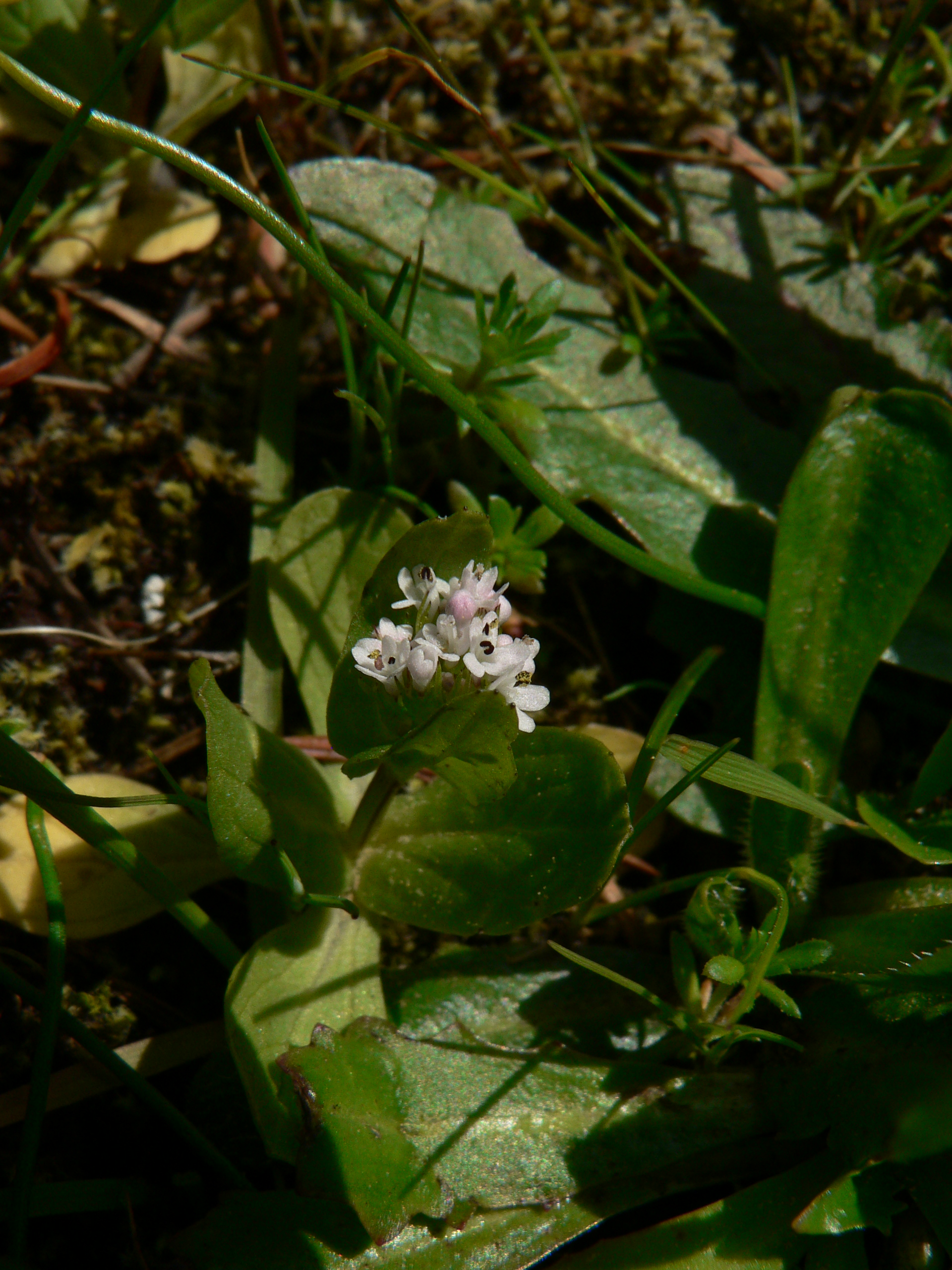
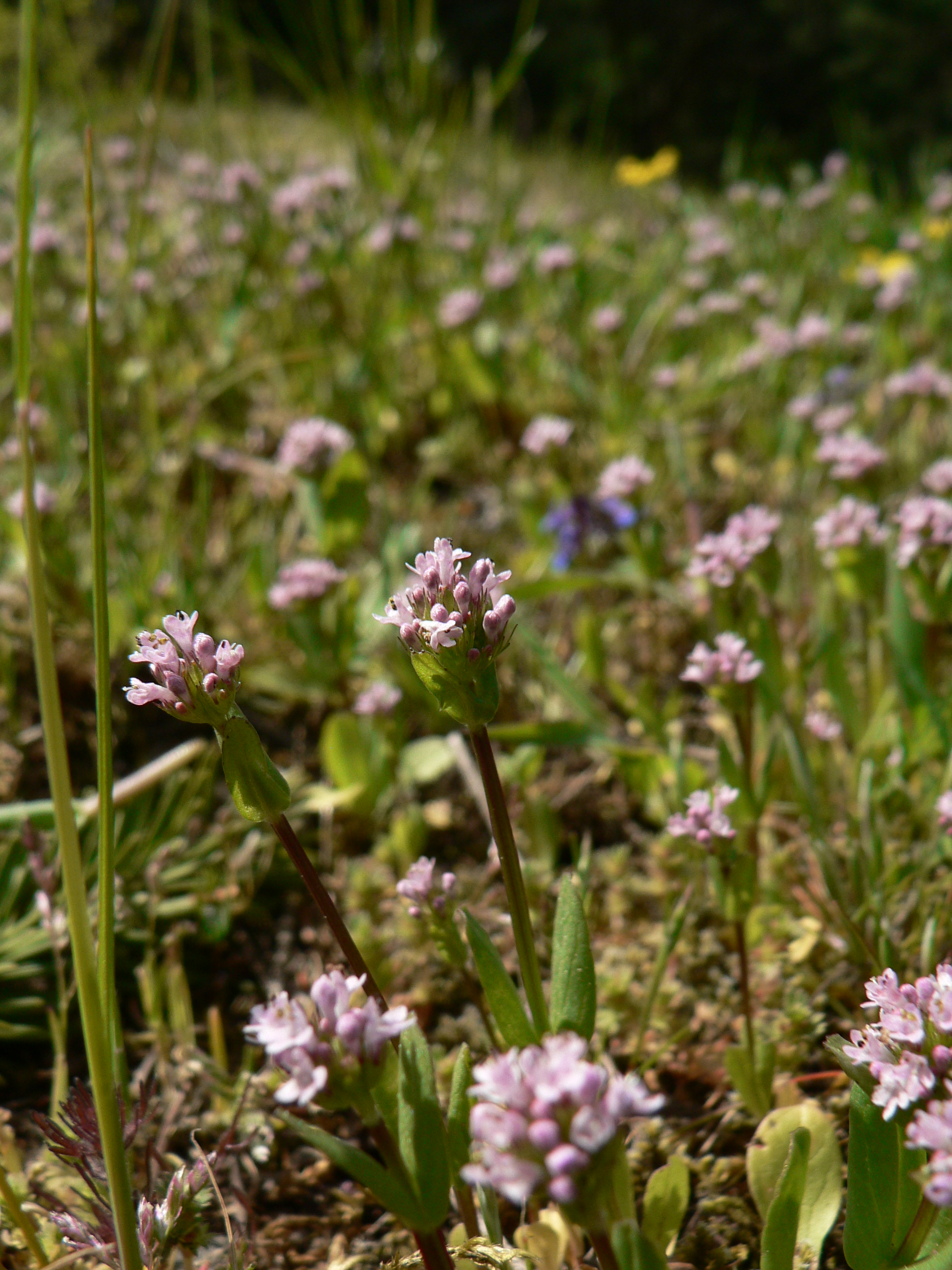
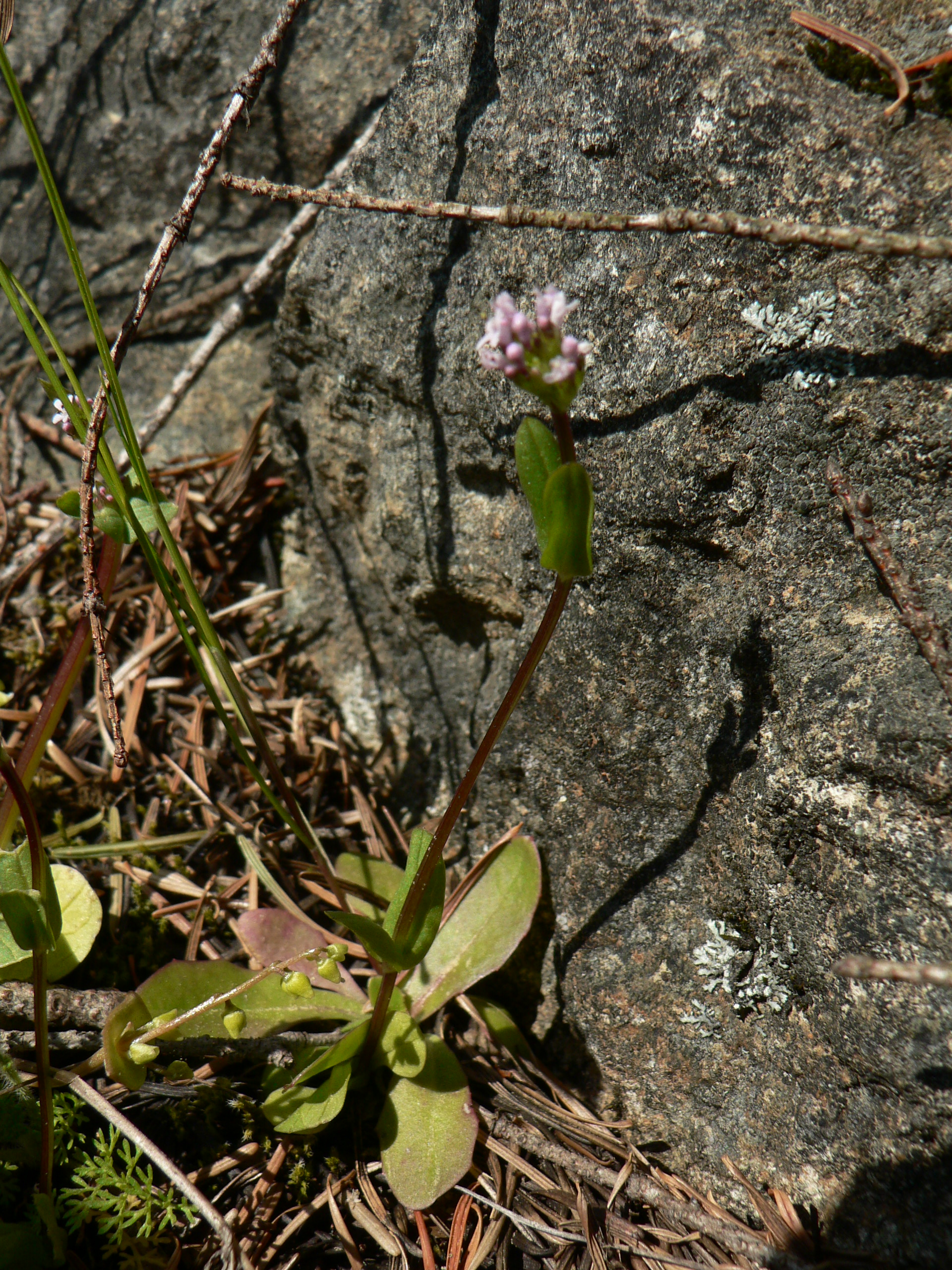
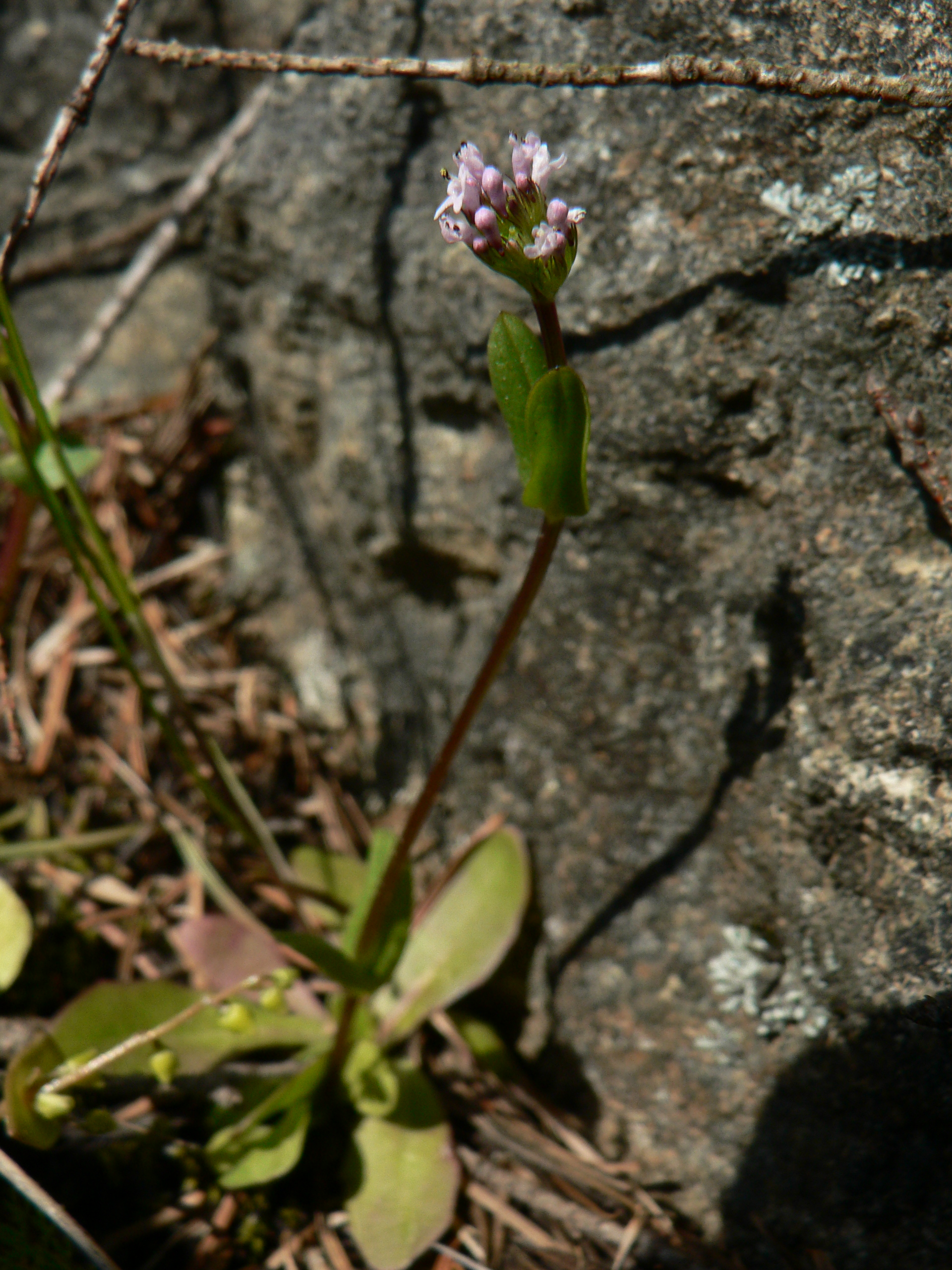
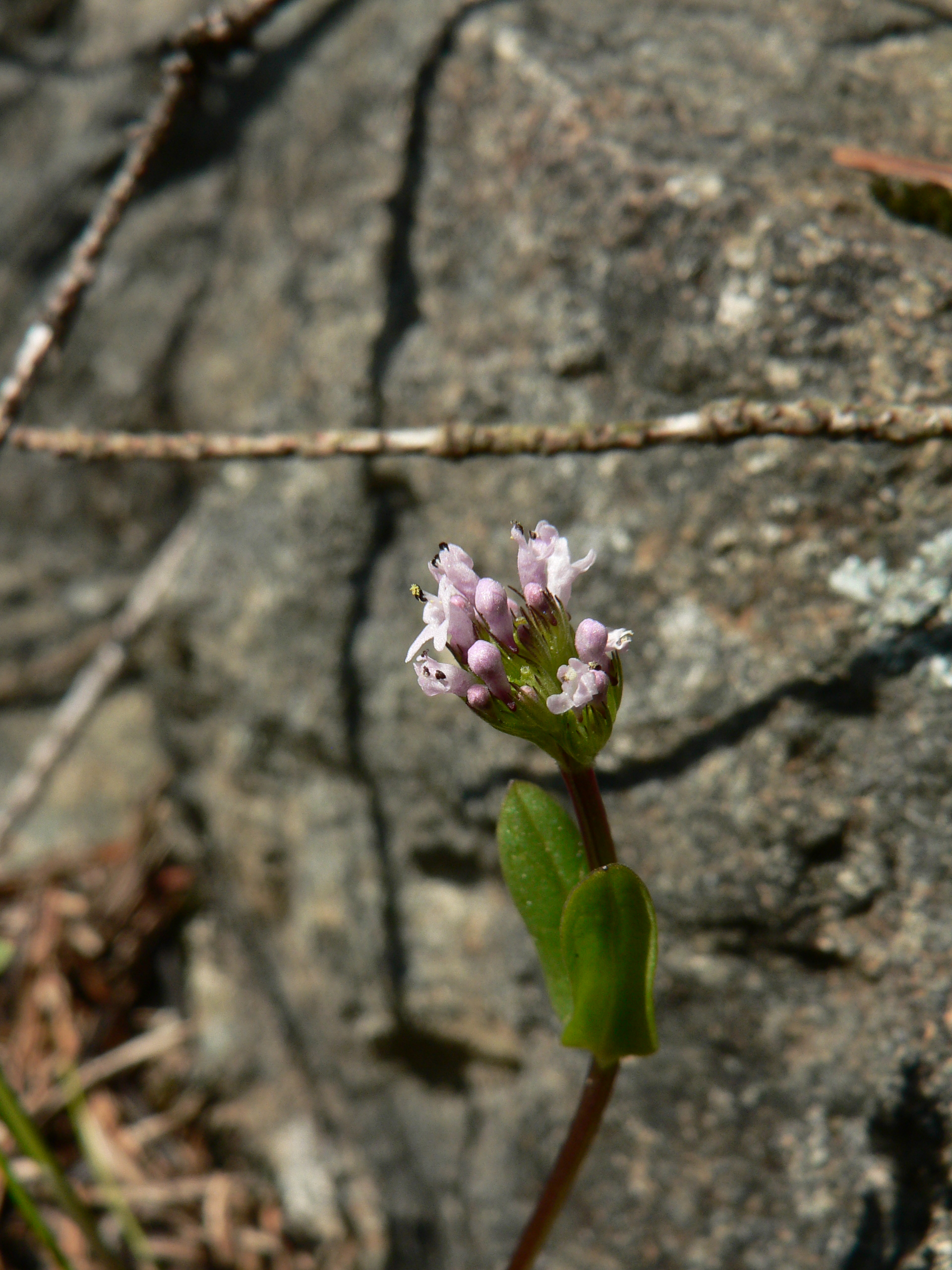